# Червинский, Аркадий Николаевич
Аркадий Николаевич Червинский (1801 — не ранее 1861) — русский генерал-лейтенант, участник Кавказской войны.

## Биография
Родился в 1801 году, происходил из дворян Волынской губернии.
Поступил на службу юнкером в 49-й егерский полк в 1818 году, и произведён в прапорщики 20 мая 1820 года. В чине штабс-капитана он был переведён, в 1833 году, в Волынский пехотный полк, а в чине майора занимал должность старшего адъютанта сначала в штабе 6-го пехотного корпуса (с 1831 по 1835 год) и затем в штабе 3-го пехотного корпуса (с 1835 по 1839 год). Во время Польской кампании 1831 года Червинский участвовал в сражении на Гроховских полях и за отличия против мятежников получил ордена св. Анны 3-й степени с бантом и св. Владимира 4-й степени с бантом. С 1839 по 1852 год Червинский занимал должность штаб-офицера 5-го пехотного корпуса и, в чине полковника, участвовал в 1844 году в походе против кавказских горцев, состоя дежурным штаб-офицером Дагестанского отряда; 5 декабря 1841 года он был награждён орденом св. Георгия 4-й степени (№ 6603 по списку Григоровича — Степанова).
В 1850 году, по окончании Венгерской кампании, Червинский был начальником штаба при войсках, оставшихся в княжествах Молдавии и Валахии.
Произведённый 28 сентября 1852 года в генерал-майоры, с назначением состоять при Министерстве внутренних дел и с оставлением по армии, Червинский в Крымскую войну исправлял должность: дежурного генерала 4-го и 5-го пехотных корпусов с июня по октябрь 1853 года и директора госпиталей войск 3-го, 4-го и 5-го пехотных корпусов с декабря 1853 по октябрь 1854 года. 12 мая 1855 года он был назначен в должность дежурного генерала Южной армии, с 25 января 1856 года исполнял должность дежурного генерала той же армии и войск, в Крыму расположенных; дежурного генерала 2-й армии — с 10 июня того же года и, наконец, исполнял дела начальника Главного Штаба 2-й армии — с 3 сентября того же года.
С октября 1856 года по 1858 года был председателем Временной Комиссии для окончания дел упразднённого Главного Штаба 2-й армии.
С 1 июня 1859 года состоял членом Военно-кодификационной комиссии, а 30 ноября 1861 года произведён в генерал-лейтенанты с увольнением от службы.
Он имел ордена: св. Станислава 1-й степени (1855 год), св. Анны 1-й степени с императорской короной и с мечами (1859 год).
Время смерти Червинского неизвестно.